# Santino

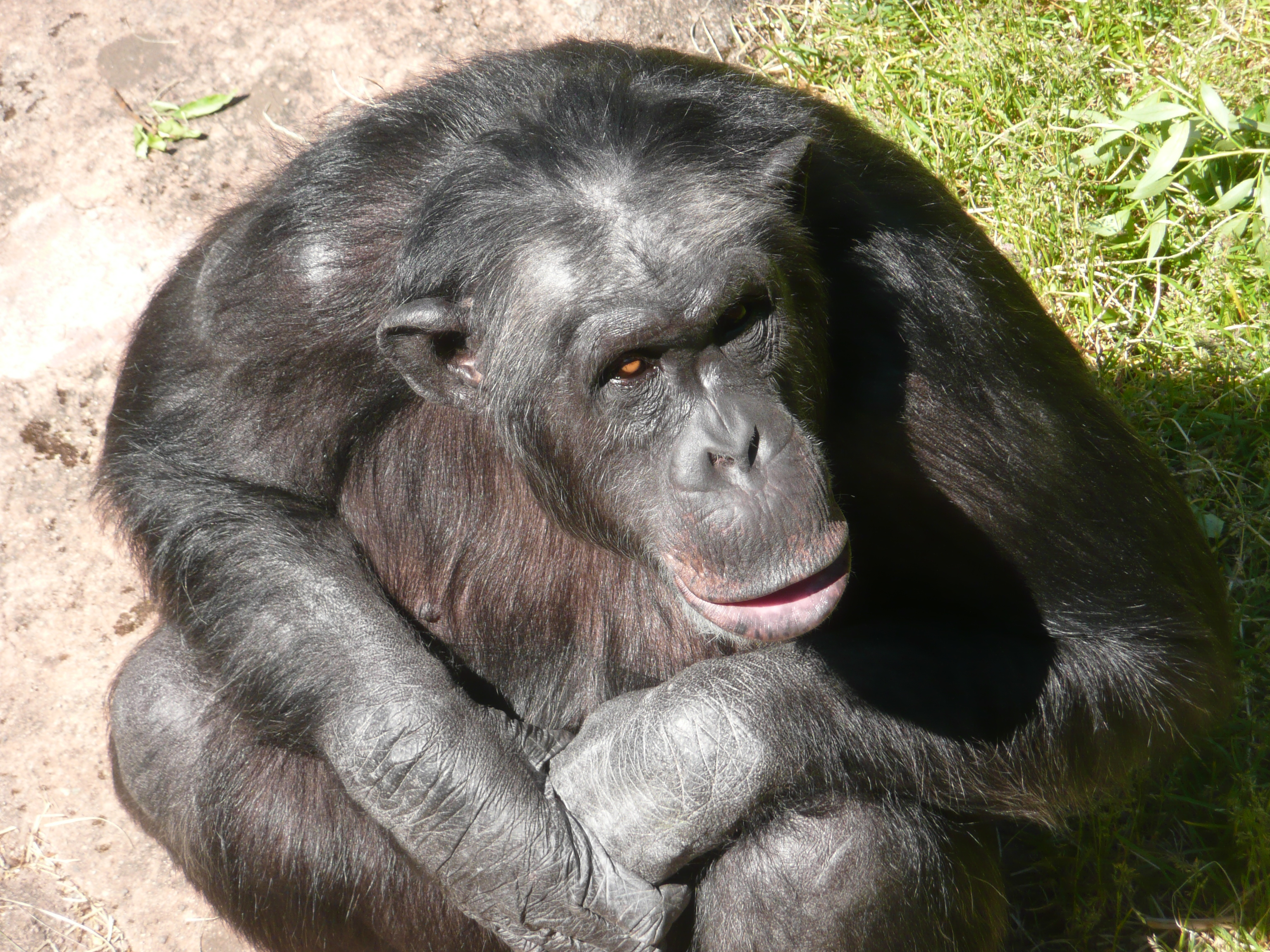
Santino (2012)

Santino, född 20 april 1978 , död 14 december 2022, var en internationellt känd schimpans vid Furuviksparken som deltog i flera forskningsprojekt innan han sköts till döds efter en incident på djurparken 2022.

## Forskningsprojekt
Santinos beteende var föremål för forskning inom områden som evolutionsteori, medvetenhet och psykologi. Den kändaste av iakttagelserna kring Santino var att han under observation bakom blindglas lagrat ammunition (stenar och avföring) i väntan på besökare. Ammunitionen använde han senare för att kasta mot besökarna från mindre vallgrav, och det observerades också att Santino slipade betongbitar till grova skivor. Dr Mathias Osvath, kognitiv zoolog från Lunds universitet, har tillsammans med Elin Karvonen studerat fenomenet och deras studier tyder på att Santinos beteende visar att planering och genomtänkt angrepp inte är unika mänskliga egenskaper.
Professor Yuval Noah Harari har tillägnat Santino ett kapitel i sin bok Homo deus i ämnet om medvetande.

## Rymningsincident på furuviksparken
Onsdagen den 14 december 2022 rymde Santino tillsammans med fyra andra schimpanser från sitt hägn i Furuviksparken. I brist på bedövningsmedel sköts fyra schimpanser, inklusive Santino, ihjäl strax därefter inne på djurparken. Rymningen innebar ett stort polispådrag och räddningsarbete, och personal på djurparken behövde låsa in sig för att komma i säkerhet. Polisen upprättade i samband med incidenten en anmälan om brott mot djurskyddslagen, och djurparken har därtill utsatts för mycket kritik för sitt agerande, bland annat från djurrättsorganisationer och tidigare djurskötare.